# Science et technologie aux États-Unis

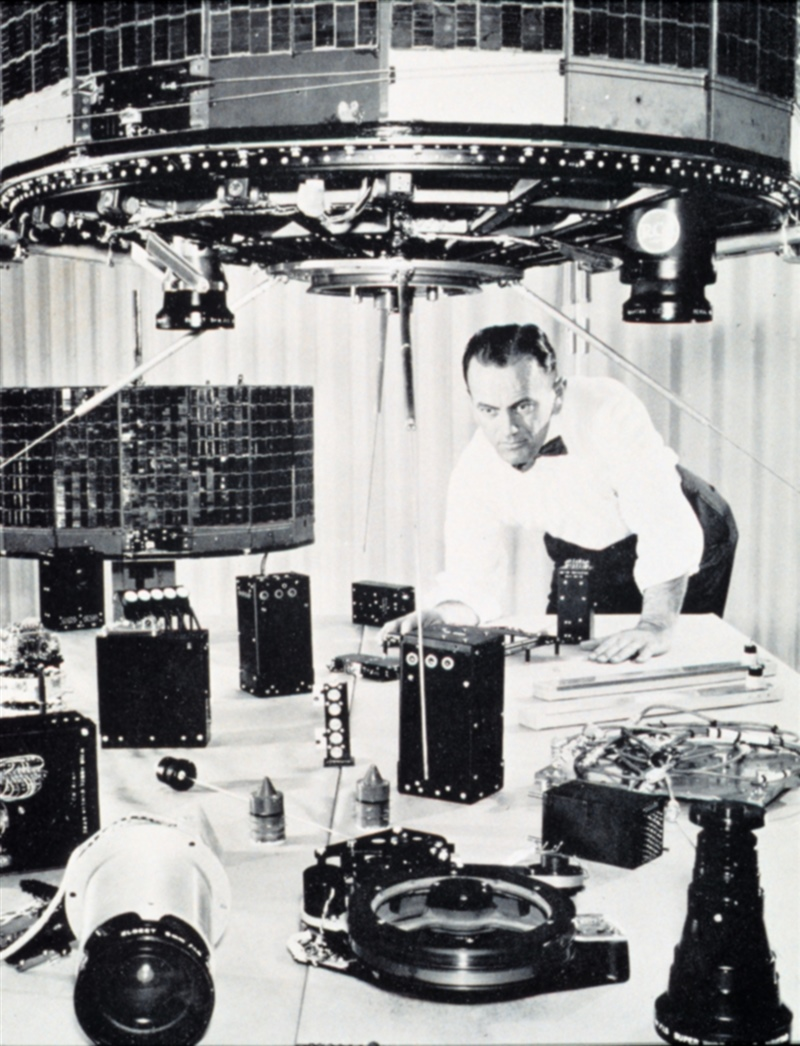

La science et la technologie aux États-Unis ont été influencés par ce que les États-Unis ont été fondés à l'époque du siècle des Lumières (vers 1680 à 1800), lorsque la philosophie occidentale rejette les superstitions du passé et prend le parti d'une culture intellectuelle et scientifique dans laquelle la raison est la source première de légitimité et d'autorité. Les philosophes des Lumières ont imaginé une « république de la science », où les idées sont échangées librement et les connaissances sont utiles à améliorer la vie de tous les citoyens. 
La Constitution des États-Unis reflète aussi le désir d'encourager la créativité scientifique. Elle donne au Congrès des États-Unis le pouvoir de « promouvoir le progrès scientifique et culturel utile, en assurant aux auteurs et inventeurs les droits exclusifs à leurs créations et découvertes ». Ceci forme la base du droit des brevets aux États-Unis et droit d'auteur aux États-Unis : après un monopole initial des auteurs, les arts et technologies deviennent gratuits après un temps donné, enrichissant ainsi le domaine public.

## Début de l'histoire des États-Unis
Des pères fondateurs des États-Unis, Benjamin Franklin a contribué à approfondir la connaissance de l'électricité et Thomas Jefferson a introduit de nouvelles espèces dans l'agriculture du pays. Trois autres scientifiques acquièrent une grande notoriété internationale : David Rittenhouse (1732-1796) qui décrivit le transit de la planète Vénus, Benjamin Rush (1746-1813) qui, outre son activité politique, développa une approche médicale de l'alcoolisme, et Charles Willson Peale (1741-1827) peintre et naturaliste qui fonda, à Philadelphie, l'un des tout premier musée du continent doté d'une section d'histoire naturelle. 

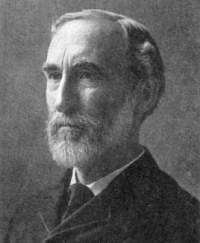
Willard Gibbs

Au XIXe siècle, alors que l'Europe devient le haut-lieu des développements scientifiques, où de nombreux étudiants américains viennent se former, on peut citer le physicien et chimiste Willard Gibbs (1839-1903) qui révolutionne la chimie en y introduisant les principes de la physique statistique et gagne une véritable aura internationale. 

## Immigration scientifique
Le chimiste britannique Joseph Priestley est un dissident politique qui a quitté son pays d'origine pour les États-Unis en 1794. Il est le premier de milliers de scientifiques qui font de même, afin de trouver un environnement plus libre.